# 林恩·格里尔
林恩·格里尔（英語：Lynn Greer，1979年10月23日—），美国职业篮球运动员。